# Arpagodus
Arpagodus rectangulus
Genre
Espèce
Arpagodus est un genre éteint de poissons de l'ordre également éteint des Eugeneodontida, des poissons cartilagineux holocéphales caractérisés par une dentition insolite.
Une seule espèce est connue, Arpagodus rectangulus, décrite par Hermann Trautschold (d) en 1879 et pour laquelle il a créé le genre Arpagodus.

## Publication originale
- (de) H. Trautschold, « Die Kalkbrüche von Mjatschkowa. Eine Monographie des Oberen Bergkalks », Nouveaux mémoires de la Société impériale des naturalistes de Moscou, Moscou, Société des naturalistes de Moscou, vol. 14,‎ 1879, p. 1-82 (ISSN 1560-0440, OCLC 36346269, lire en ligne).